# Vincent J. Donehue
Vincent J. Donehue est un metteur en scène, acteur (théâtre) et réalisateur (cinéma, télévision) américain, né Vincent Julian Donehue à Whitehall (État de New York) le 22 septembre 1915, décédé d'un cancer (maladie de Hodgkin) à New York le 17 janvier 1966.

## Biographie
Il débute comme acteur, au théâtre à Broadway, de 1939 à 1941, avant de passer à la mise en scène entre 1953 et 1965. Il a notamment dirigé trois productions à succès, la comédie musicale La Mélodie du bonheur (créée en 1959), et les pièces The Trip to Bountiful (créée en 1953) et Sunrise at Campobello (créée en 1958). Il a lui-même réalisé les adaptations à l'écran de ces deux pièces — la première pour la télévision, en 1953, la seconde pour le cinéma, en 1960 —. Il ne réalisera qu'un seul autre film, en 1958, Cœurs brisés (adaptation d'une pièce créée à Broadway en 1957, sous le titre original Miss Lonelyhearts).
À la télévision, hormis trois téléfilms, il réalise des épisodes de quelques séries.
Il est parfois crédité "Vincent J. Donahue" ou "Vincent Donehue".

## Filmographie complète
comme réalisateur

### au cinéma
- 1958 : Cœurs brisés (Lonelyhearts ou Miss Lonelyhearts), avec Montgomery Clift, Robert Ryan, Myrna Loy, Maureen Stapleton
- 1960 : Sunrise at Campobello, avec Ralph Bellamy, Greer Garson, Hume Cronyn, Jean Hagen, Ann Shoemaker

### à la télévision
(séries, sauf mention contraire)
- 1950 : The Chevrolet Tele-Theatre (en), un épisode
- 1950-1951 : The Gabby Hayes Show, six épisodes
- 1952 : Robert Montgomery presents (en), un épisode
- 1952-1954 : The Philco Television Playhouse, trois épisodes
- 1953 : Goodyear Television Playhouse (en), un épisode
- 1953 : The Trip to Bountiful, téléfilm, avec Lillian Gish, Eileen Heckart
- 1955 : The United States Steel Hour (en), un épisode
- 1955-1956 : Producer's Showcase (en), quatre épisodes
- 1955-1956 : Playwrights '56' (en), cinq épisodes
- 1956 : The Alcoa Hour (en), un épisode
- 1956-1958 : Playhouse 90, six épisodes
- 1957 : Studio One, un épisode
- 1957 : Annie du Far West (Annie get your Gun), téléfilm, avec Mary Martin
- 1960 : Peter Pan, téléfilm, avec Margalo Gillmore, Mary Martin
- 1964 : Les Accusés (The Defenders), un épisode (Stowaway)
- 1964 : The Nurses (en), un épisode

## Théâtre (à Broadway)
(pièces, sauf mention contraire)

### comme acteur
- 1939 : Jérémie (en) (Jeremiah) de Stefan Zweig, avec Cameron Mitchell, Kent Smith, Cornel Wilde
- 1939 : Christmas Eve de Gustav Eckstein, avec Sidney Lumet, Kent Smith
- 1940 : The Old Foolishness de Paul Vincent Carroll (en), mise en scène de Rachel Crothers, avec Sally O'Neil
- 1941 : My Fair Ladies d'Arthur L. Jarrett et Marcel Klauber, avec Celeste Holm

### comme metteur en scène
- 1953 : The Trip to Bountiful (en) d'Horton Foote, avec Lillian Gish, Eva Marie Saint, Jo Van Fleet, Frank Overton (+ adaptation à la télévision ci-dessus ; pièce adaptée au cinéma en 1985)
- 1954 : The Travelling Lady de Horton Foote
- 1955 : All in One de Tennessee Williams, avec Maureen Stapleton
- 1958-1959 : Sunrise at Campobello de Dore Schary, avec Ralph Bellamy, Russell Collins, James Earl Jones, Ann Shoemaker (+ adaptation au cinéma ci-dessus)
- 1959-1963 : La Mélodie du bonheur (The Sound of Music), comédie musicale, musique de Richard Rodgers, lyrics d'Oscar Hammerstein II, livret de Howard Lindsay et Russel Crouse, d'après les écrits de Maria Augusta Trapp, orchestrations de Robert Russell Bennett, avec Mary Martin, Kurt Kasznar, Theodore Bikel (adaptée au cinéma en 1965)
- 1961 : Daughter of Silence (en) de Morris L. West
- 1962-1963 : Lord Pengo de S. N. Behrman, avec Charles Boyer, Agnes Moorehead, Henry Daniell
- 1963 : Jennie (en), comédie musicale, musique d'Arthur Schwartz, lyrics de Howard Dietz, livret d'Arnold Schulman, orchestrations de Philip J. Lang (en) et Robert Russell Bennett, costumes d'Irene Sharaff, avec Mary Martin
- 1965 : Catch me if you can (en) de Jack Weinstock (en) et Willie Gilbert (en), avec Tom Bosley

## Récompense
- 12e Cérémonie des Tony Awards 1958 : Tony Award de la meilleure mise en scène d'une pièce (Tony Award for Best Direction of a Play) pour Sunrise at Campobello.